# Brabham BT23
La Brabham BT23 è una vettura da Formula 2 realizzata dalla Brabham nel 1967.

## Tecnica
La vettura era dotata di un telaio tubolare in configurazione space-frame, mentre il propulsore che la equipaggiava era un Ford Cosworth FVA, un 4 cilindri in linea da 1 600cm³ in grado di erogare una potenza massima di 220 bhp gestito da un cambio Hewland FT200 manuale a cinque rapporti. Le sospensioni erano formate da doppi bracci trasversali, molle elicoidali coassiali e barra stabilizzatrice nella sezione anteriore e bracci oscillanti inferiori trasversali invertiti, bracci longitudinali, molle elicoidali e barre stabilizzatrici in quella posteriore. L'impianto frenante era formato da quattro freni a disco.
Successivamente, la vettura venne aggiornata alla versione B, la quale era dotata di un propulsore Coventry Climax FPF 2.2 dalla stessa architettura 4 cilindri in linea ma cilindrata di 2 207 cm³ ed erogante 265 bhp di potenza.

## Attività sportiva
La vettura fu impiegata da numerosi piloti quali Derek Bell, Kurt Ahrens, Piers Courage e Peter Gethin. In particolare venne affidata a Jochen Rindt, il quale vinse 9 gare su 15 nel 1967.